# Xenocalamus mechowii
Xenocalamus mechowii — вид отруйних змій родини земляних гадюк (Atractaspididae). Мешкає в Центральній і Південній Африці. Вид названий на честь німецького дослідника Африки Фрідріха Вільгельма Александера фон Мехова.

## Підвиди
Виділяють два підвиди:
- Xenocalamus mechowii inornatus de Witte & Laurent, 1947;
- Xenocalamus mechowii mechowii Peters, 1881.

## Поширення й екологія
Xenocalamus mechowii поширені від півдня Демократичної Республіки Конго через Анголу до північно-східної частини Намібії, Північно-Західного Зімбабве та Замбії. Вони живуть у саванах Калахарі, трапляються в міомбо та у вологих саванах, на висоті до 1000 м над рівнем моря. Ведуть наземний, риючий спосіб життя. Живляться земноводними. Відкладають яйця, в кладці 3—4 яйця.